# ハラスメントゲーム
『ハラスメントゲーム』は、脚本家・井上由美子による経済小説である。井上の小説家デビュー作として、河出書房新社より2018年10月6日に刊行された。大手スーパーマーケットチェーンを舞台に、コンプライアンス室長に着任した主人公が部下とともにセクシャルハラスメント、パワーハラスメントなどさまざまなハラスメント問題に立ち向かい解決していく姿を描く。ハラスメント問題および会社の闇を描いた企業小説である。
井上自身が脚本を手掛け、「テレビ東京開局55周年特別企画」としてテレビ東京系「ドラマBiz」にて2018年10月期にテレビドラマ化された。

## 執筆背景
脚本家として20年あまりヒットドラマを手掛けて、コンプライアンスによる制約やスポンサーへの配慮、分かりやすい作品が求められ実験的な作品が減りつつある環境などから窮屈さを感じ「自由に書ける場が欲しい」と考えていた井上は、本書刊行から遡ること6年前に「小説をやりませんか」と編集者から声を掛けられ、書くことに制約のない小説に魅力は感じて執筆を決意。コンプライアンスの制約を受けた窮屈な自身の立場と、些細な発言がセクシャルハラスメントやパワーハラスメントなどとして非難の対象となる窮屈な世の中に共通点を感じて、企業が関心を寄せる注目テーマの「ハラスメント」を題材とした。
自身も行くのが好きで、さまざまな部署があり多様な雇用形態の人が働くスーパーマーケットチェーンを舞台に、安易な一言で仕事や役職を失うような失敗が許されない時代に失敗経験ある人物をしっかり描きたいとして、主人公を53歳の中年男性とした。ノベライズの執筆経験も無かったことから、「50代の新人」として編集者からの助言を受けつつ執筆を進め、本来働くことが持つ楽しさを思い出してほしいとの願いが込めて、依頼から6年の年月をかけて上梓した。
本書の執筆途中にドラマ制作者から脚本の執筆依頼があり、小説執筆中であることを理由に断ったところ「その小説をドラマにしましょう」との提案を受けて、自身の脚本によりテレビドラマ化されることとなった。

## あらすじ
大手スーパーの富山中央店店長をしていた秋津渉はある日突然、かつて敏腕を振るっていたマルオーホールディングス本社に社長の命で呼び戻される。
会社のリスクマネジメントに携わるコンプライアンス室の室長に任命された彼を待っていたのは、一触即発の状態にある権力争いや過去の因縁との再会だった。
その中で唯一の部下である高村真琴とともに、パワハラ、セクハラ、パタハラなどの厄介なハラスメント事案に心の拳で立ち向かう。

## 登場人物
秋津渉（あきつ わたる）〈53〉
マルオーホールディングス本社 コンプライアンス室長。
高村真琴（たかむら まこと）〈25〉
秋津の部下。

## 書誌情報
- ハラスメントゲーム（2018年10月6日、河出書房新社、ISBN 978-4-309-02739-5）

## テレビドラマ
原作の井上由美子の脚本でテレビドラマ化され、「テレビ東京開局55周年特別企画」として、テレビ東京系「ドラマBiz」の第3作として2018年10月15日から12月10日まで毎週月曜22時 - 22時54分に放送された。全9回。主演は唐沢寿明。
ドラマスペシャル『ハラスメントゲーム 秋津VSカトクの女』が、2020年1月10日の20時54分から22時48分に放送された。テーマは「働き方改革」。
本作では、関東地区のみ月曜21時54分 - 22時に放送された事前番組『ドラマBizみどころ』が中断された。

### キャスト

#### マルオーホールディングス

##### コンプライアンス室
秋津渉
演 - 唐沢寿明
7年前にパワハラの嫌疑を掛けられ本社店舗開発部部長職から支店の店長職に左遷させられていた。社長の命により富山中央店からコンプライアンス室の室長として本社へ呼び戻される。
SPではマルオースーパー函館店の店長となっている。
高村真琴
演 - 広瀬アリス
コンプライアンス室唯一の社員。母子家庭で育ち、スーパーが大好き。
矢澤光太郎
演 - 古川雄輝
B&T法律事務所に所属するマルオーホールディングス担当顧問弁護士。

##### 役員
丸尾隆文
演 - 滝藤賢一
CEO・社長。創業者の三代目で茶道を嗜む。
最終話で社長を退任。
岩村卓
演 - 小倉一郎
副社長。先代からの古株。
丸尾の社長退任と共に副社長を退任した。
脇田治夫
演 - 髙嶋政宏
店舗統括&店舗開発担当常務。秋津の本社営業職時代の元部下で次期社長を狙っている。
最終話で丸尾の後任で社長に就任。
白石宗雄
演 - 佐戸井けん太
営業&販売担当専務。
丸尾の社長退任と共に専務を退任した。
水谷逸郎
演 - 佐野史郎
広報&IR担当取締役。常務に近い存在。
SPでは取締役から外れて、秋津の後任のコンプライアンス室室長に就任している。
青木順平
演 - 伊藤正之
総務&人事担当取締役。
小松美那子
演 - 市川由衣
脇田常務付きの役員担当秘書。派遣社員。

#### 秋津家
秋津瑛子
演 - 石野真子
恐妻の素質がある秋津の妻。秋津の本社復帰で早々に西早稲田の賃貸マンションを契約して引っ越してくる。
秋津菜摘
演 - 喜多乃愛
秋津の娘で大学受験を控えた高校生。東京の大学を目指している。

#### ゲスト
第1話
武藤譲
演 - 田中直樹
マルオースーパー練馬店の店長。
佐々部幸弘
演 - 尾上寛之
マルオースーパー練馬店の売り場主任。父親が丸尾社長と知り合いの元本社勤務。
小川麻衣
演 - 志田未来
子どものために購入したメロンパンに一円玉が混入していたとクレームを入れたヤンママ。

第2話
大竹満寿子
演 - 余貴美子
20年間働いたマルオースーパー池袋店から新規開店予定の品川インターナショナル店勤務に抜擢されたパート。
梅沢さやか
演 - 山口香緒里
品川インターナショナル店勤務に抜擢されたパート。
品川インターナショナル店パート
演 - 明星真由美、真下有紀
新規開店予定の品川インターナショナル店勤務に抜擢されたパート。
工藤昌江
演 - 鶴あいか
新規開店予定の品川インターナショナル店の目玉である「コンシェルジュ」（多言語対応）。
三田望海
演 - 川添野愛
新規開店予定の品川インターナショナル店の目玉である「コンシェルジュ」（多言語対応）。
林まなみ
演 - 浅野琳
新規開店予定の品川インターナショナル店の目玉である「コンシェルジュ」（多言語対応）。

第2話・第8話・第9話
松本幸太
演 - 田中幸太朗
新規開店予定の品川インターナショナル店店長。

第3話
徳永悠馬
演 - 斎藤工
マルオーホールディングス商品開発部社員で真琴の先輩。育児のために勤務時間を短縮できるイクメン時短を利用している。
野村進次郎
演 - 近江谷太朗
マルオーホールディングス商品開発部部長。
徳永さおり
演 - 仲村瑠璃亜
徳永の妻、共働きで1歳半の息子である岳（たかし）を育てている。
戸塚敬子
演 - 吉井有子
マルオーホールディングス商品開発部社員。
商品開発部社員
演 - 芹澤りな、宮澤竹美、竹田ゆい
ゴルフ場のキャディー
演 - よしのよしこ

第4話
貴島秀美
演 - 黒谷友香
マルオーホールディングス店舗開発部部長。丸尾社長の意向で女性初の店舗開発部部長となった。
岩熊義雄
演 - 山中崇
マルオーホールディングス店舗開発部次長。脇田常務に目をかけられ部長候補と言われていたが、同期の貴島が部長になった。
中野都通り商店会会長
演 - 麿赤児
店舗開発部社員
演 - 萩原悠、中丸シオン

第5話
結城三郎
演 - 八嶋智人
マルオーホールディングス広報課課長。独身。
関根かすみ
演 - 岡本玲
マルオーホールディングス広報課で一番新しい社員。
広報課社員
演 - 関口まなと、成田亜佑美、金子彩奈

第6話
小泉光一
演 - 石井正則
マルオーホールディングス人事部部長。
浅村裕也
演 - 杉本哲太
マルオーホールディングス営業戦略部課長。小泉の元上司。
マルオー物流社員
演 - 卜字たかお
マルオー物流外国人従業員
演 - DANIELLA T、JIMMY Y

第6話・第7話
バーテンダー
演 - 榊原徹士

第7話
熊沢咲子
演 - 松下由樹
あさひな法律事務所所属の弁護士。

第8話
辰巳良夫
演 - 出川哲朗
マルオースーパー世田谷店の店長。

第8話・第9話
横手理市
演 - 加藤雅也
ナスキーパートナーズ（買収ファンド）代表。
田端慎二
演 - 迫田孝也
カスタマーハラスメント男。

第9話
吉田
演 - 尾崎右宗
マルオースーパー浅草店の店長。
その他
演 - 天蝶二

ドラマスペシャル
鮫島冴子
演 - 仲間由紀恵
過重労働撲滅特別対策班（通称・カトク）の敏腕労働Gメン。
中村一
演 - 萩原聖人
マルオースーパーみなとみらい店の副店長。
梶川雅男
演 - 塚本高史
マルオースーパーみなとみらい店の店長。
加納初美
演 - 唐田えりか
マルオースーパーみなとみらい店の従業員。入社4年目。
大貫貴志
演 - 森岡豊
冴子の上司。役職は課長。
赤沢勉
演 - 長谷川公彦
マルオーホールディングス専務。
丸尾京子
演 - 原扶貴子
マルオーホールディングス取締役。
黒崎幸三
演 - 井上肇
マルオーホールディングス常務。

### スタッフ
- 原作 - 井上由美子『ハラスメントゲーム』（河出書房新社）
- 脚本 - 井上由美子
- 演出 - 西浦正記（FCC）(SP)、関野宗紀（FCC）
- 主題歌 - コブクロ「風をみつめて」
- 音楽 - エバン・コール
- コンプライアンス監修 - 白井邦芳
- 法律監修 - 平尾覚、國本英資
- スーパー関連監修 - 田中陽
- ハラスメント監修 - 金子雅臣
- 技術協力 - ビデオスタッフ
- 照明協力 - ザ・ホライズン
- 美術協力 - フジアール
- 編集・MA - 共同テレビジョン
- チーフプロデューサー - 稲田秀樹（テレビ東京）、田淵俊彦（テレビ東京）(SP)
- プロデューサー - 田淵俊彦（テレビ東京）、山鹿達也（テレビ東京）、田辺勇人（テレビ東京）(SP)、浅野澄美（FCC）(SP)
- 制作協力 - フジクリエイティブコーポレーション
- 製作著作 - テレビ東京

### 放送日程
| 各話                                                                        | 放送日   | サブタイトル                       | ラテ欄                                                                       | 演出     | テーマ                                                           | 視聴率 |
| --------------------------------------------------------------------------- | -------- | ---------------------------------- | ---------------------------------------------------------------------------- | -------- | ---------------------------------------------------------------- | ------ |
| 第1話                                                                       | 10月15日 | 炎上! 一円玉パワハラ               | 痛快! 新ヒーローが誕生! いじめ嫌がらせは許さない! 左遷男が社内の悪を成敗する | 西浦正記 | パワーハラスメント ハラスメントハラスメント                      | 5.2%   |
| 第2話                                                                       | 10月22日 | 勃発! パート一揆!                  | 痛快! パート18人のセクハラ事件を解決                                         | 西浦正記 | セクシャルハラスメント 世話焼きハラスメント リストラハラスメント | 5.5%   |
| 第3話                                                                       | 10月29日 | イクメンパパの裏の顔               | イクメンの裏の顔! クズ中のクズは誰だ                                         | 関野宗紀 | パタニティハラスメント ブラックイクメン 家事ハラスメント         | 4.8%   |
| 第4話                                                                       | 11月05日 | 女の出世VS男の嫉妬                 | 女性管理職にイジメ 涙の愛憎劇の結末…                                         | 西浦正記 | モラルハラスメント ジェンダーハラスメント                        |        |
| 第5話                                                                       | 11月12日 | アルハラに隠れた不器用な恋         | 好き…はセクハラ? 中年男の不器用な恋                                          | 関野宗紀 | アルコールハラスメント ゆとりハラスメント                        |        |
| 第6話                                                                       | 11月19日 | 被害者が加害者になる時             | 幹部に闘いを挑む! 波乱の第二章開幕!!                                         | 西浦正記 | パワーハラスメント リストラハラスメント                          |        |
| 第7話                                                                       | 11月26日 | 秋津大ピンチ! セクハラ疑惑でクビ!? | クビを懸けた戦い! ピンチ脱出の秘策は                                         | 関野宗紀 | セクシャルハラスメント                                           |        |
| 第8話                                                                       | 12月03日 | 会社を救え! 最強の敵現る!!         | 迫りくる最強の敵… 消えた社長を探せ!                                          | 西浦正記 | カスタマーハラスメント                                           |        |
| 最終話                                                                      | 12月10日 | 最終回! 決戦の時は来た!!           | 家族と会社を救え! 最後の闘い…結末…                                           | 西浦正記 | パワーハラスメント                                               | 4.7%   |
| 平均視聴率 4.9%（視聴率はビデオリサーチ調べ、関東地区・世帯・リアルタイム） |          |                                    |                                                                              |          |                                                                  |        |

- 第1話は、22時 - 23時9分の15分拡大放送。

### スピンオフ
『バカリズムの新説ハラスメント大事典』（バカリズムのしんえいハラスメントだいじてん）は、スピンオフ企画として「第2話」「第3話」の放送終了後に放送されたトークバラエティ番組。東京と福岡の街頭でインタビューした「不快に感じる、イラッとする言動」を、出演者の徹底討論により新たに「◯◯ハラスメント」と命名して認定する。
出演者
- ハラスメント認定委員会・委員長（MC） - バカリズム
- 認定委員（ゲスト） - 広瀬アリス、土屋伸之（ナイツ）、筧美和子
- 秘書（アシスタント） - 角谷暁子（テレビ東京アナウンサー）

放送日程
- 第1回 2018年10月23日 火曜日 0時12分 - 1時（月曜日深夜）
- 第2回 2018年10月30日 火曜日 0時12分 - 1時（月曜日深夜）

### ドラマスペシャル
『ハラスメントゲーム　秋津VSカトクの女』

※2020年1月10日(金) 20時54分～22時48分放送
- 出演
  - 唐沢寿明 - 秋津渉（マルオースーパー函館店店長／マルオーホールディングス・社長付コンプライアンス室特任社員）
  - 広瀬アリス - 高村真琴（マルオーホールディングス・コンプライアンス室社員）
  - 古川雄輝 - 矢澤光太郎（マルオーホールディングス顧問弁護士）
  - 喜多乃愛 - 秋津菜摘（渉の娘）
  - 石野真子 - 秋津瑛子（渉の妻）
  - 佐野史郎 - 水谷逸郎（マルオーホールディングス・コンプライアンス室室長）
  - 高嶋政宏 - 脇田治夫（マルオーホールディングス社長）
- ゲスト
  - 仲間由紀恵 - 鮫島冴子（過重労働撲滅特別対策班）
  - 萩原聖人 - 中村一(マルオースーパーみなとみらい店副店長)
  - 塚本高史 - 梶川雅男(マルオースーパーみなとみらい店店長)
  - 唐田えりか - 加納初美(マルオースーパーみなとみらい店従業員)
- 原作・脚本
  - 井上由美子「ハラスメントゲーム」(河出書房新社)
- 監督・演出
  - 西浦正記

| テレビ東京系 ドラマBiz                               | テレビ東京系 ドラマBiz                          | テレビ東京系 ドラマBiz                                                        |
| 前番組                                               | 番組名                                          | 次番組                                                                        |
| ---------------------------------------------------- | ----------------------------------------------- | ----------------------------------------------------------------------------- |
| ラストチャンス 再生請負人 （2018年7月16日 - 9月3日） | ハラスメントゲーム （2018年10月15日 - 12月10日) | よつば銀行 原島浩美がモノ申す! 〜この女に賭けろ〜 （2019年1月21日 - 3月11日） |